# عبد الحسين وكيلي
عبد الحسين بن محمد-تقي الوكيلي القُمي المتخلص بـآهي (1906 - 30 يونيو 1986) (1324 - 23 شوال 1406) فقيه شيعي ومدرّس وشاعر إيراني أنشد بالعربية والفارسية. ولد في قُم في عائلة متدينة شيعية اثنا عشرية ونشأ بها. لم يكن مهتمًا بالتعليم في طفولة حتى أجبره والده على حضور الدراسات الدينية. درس على علماء عصره في مدينة قم منهم البروجردي والكلبيكاني والشريعتمداري إلا أنه مال إلى الأدب. عينه البروجردي مندوبًا له في إعمار المدرسة الجهانكير خان أو الناصري ثم عمل مدرّسًا فيها. نظم الشعر بالفارسية والعربية وترك منظومات دينية وفقهية. أصيب بسرطان الجهاز الهضمي في أواخره مما أدى إلى وفاتة في مسقط رأسه ودفن في العتبة على بن جعفر الصادق فيها. 

## مؤلفاته
- لئالي الفقهاء، منظومة فقهية
- لوح القلم
- تخميس الكواكب الدريّة في مدح خير البرية
- ديوان شعر
- تخميس تائية لدعبل الخزاعي
- بعث المقبور لدفن أدلة المشهور
- دفع الثبور ليوم النّشور